# Velta Līne
Velta Līne (* 28. August 1923 in Riga; † 31. Dezember 2012 ebenda) war eine sowjetische bzw. lettische Schauspielerin.

## Leben und Leistungen
Līne schloss 1946 ihre Ausbildung an der Schauspielschule des Lettischen Nationaltheaters ab. Bereits ein Jahr zuvor war sie dort erstmals aufgetreten und blieb dem Haus bis zu ihrem Tod treu. Für das 1962 uraufgeführte Werk Man 30 gadu wurde ihr die Figur der Roze auf den Leib geschrieben.
Ihr Filmdebüt und zugleich die erste Hauptrolle gab Līne im 1948 in dem Kriegsfilm Mājup ar uzvaru nach einem Werk von Vilis Lācis. Bis zum Ende der Sowjetunion war die blonde Darstellerin regelmäßig vor der Kamera aktiv, vorwiegend in Produktionen des Rigaer Filmstudios. Ihr einziges Engagement im postsowjetischen Lettland war die Rolle in der Fernsehserie Likteņa līdumnieki, in der sie von 2001 bis 2007 zu sehen war.
Ihr Ehemann war der Schauspieler Gunārs Cilinskis (1931–1992). Der gemeinsame Sohn Aigars (1958–2007) war zwischen 1979 und 1986 ebenfalls dreimal im Film zu sehen.

## Auszeichnungen
Līne war Trägerin folgender Auszeichnungen:
- Stalinpreis (1948, 1951)
- Verdiente Künstlerin der Lettischen SSR (1954)
- Ehrenzeichen der Sowjetunion (1956)
- Volkskünstlerin der Lettischen SSR (1964)
- Volkskünstlerin der UdSSR (1973)
- Orden des Roten Banners der Arbeit (1983)
- Drei-Sterne-Orden (2008)
- Theaterpreises Spēlmaņu nakts (2000, 2003)
- Medaille За трудовое отличие (Für ausgezeichnete Arbeit)

## Theaterarbeit (Auswahl)
- 1945; Wölfe und Schafe – von Alexander Ostrowski
- 1946: Die Letzten
- 1948: Talente und Verehrer – von Alexander Ostrowski
- 1948: Uguns – nach Rūdolfs Blaumanis' Erzählung Feuer
- 1948: Mädchen ohne Mitgift
- 1948: The Spanish Curate – von John Fletcher und Philip Massinger
- 1949: Zvejnieka dēls – nach Vilis Lācis’ Roman Der Fischersohn
- 1950: Nora oder Ein Puppenheim
- 1950: Verstand schafft Leiden
- 1962: Jeanne d’Arc – von Andrejs Upīts
- 1963: Bernarda Albas Haus
- 1964: Was ihr wollt
- 1967: Anna Kareņina – nach dem gleichnamigen Roman
- 1968: Ein idealer Gatte
- 1968: Elektra
- 1972: Sommergäste – von Maxim Gorki
- 1977: Maija un Paija – von Anna Brigadere
- 1980: Mērnieku laiki – nach dem gleichnamigen Roman von Reinis und Matīss Kaudzīte

## Filmografie (Auswahl)
- 1948: Mājup ar uzvaru
- 1955: Uz jauno krastu
- 1958: Rita
- 1969: Emme und die reichen Herrschaften (Pie bagātās kundzes)
- 1981: Agonia
- 1981: Cīrulīši
- 1990: Dzīvīte